# Xhavid Leskoviku
Xhavid Leskoviku (ur. 2 maja 1882 w Leskoviku, zm. 1954 w Burrelu) – albański polityk i wojskowy, szef sztabu generalnego armii albańskiej (1921–1923).

## Życiorys
W 1907 ukończył studia w akademii wojskowej w Stambule dla oficerów piechoty. Służył w armii osmańskiej do roku 1913. W styczniu 1913 przybył do Albanii i wstąpił do sił zbrojnych nowopowstałego państwa. W 1914 wspólnie z holenderskimi oficerami przeprowadzał reorganizację armii albańskiej. Związany z organizacją Krahu Kombetar (Skrzydło Narodowe), w 1920 brał udział w kongresie działaczy narodowych w Lushnji, a w grudniu 1921 otrzymał stanowisko szefa sztabu generalnego albańskich sił zbrojnych. W tym czasie nosił stopień majora. W czerwcu 1923 został pozbawiony stanowiska i skierowany do Belgradu, gdzie objął stanowisko attache wojskowego. W późniejszych latach pełnił funkcję konsula generalnego w Skopju, a następnie ambasadora Albanii w Ankarze (1933-1934). W latach 1934-1936 pracował w ambasadzie Albanii w Atenach. W czasie II wojny światowej związany z organizacją Balli Kombëtar. W 1944 został wysłany z tajną misją do Grecji, gdzie miał negocjować z przedstawicielami greckich partii możliwość utworzenia przez Albanię i Grecję państwa federacyjnego, po zakończeniu wojny.
28 października 1944 został aresztowany w Salonikach przez greckich komunistów i przekazany do Tirany. Sąd wojskowy skazał Leskoviku na karę dożywotniego pozbawienia wolności jako „zbrodniarza wojennego". Zmarł w trakcie odbywania kary w więzieniu w Burrelu.